# John Adams (Bounty)
John Adams (známý i pod pseudonymem Alexander Smith a z něj pocházející zdrobnělinou Aleck; 4. prosince 1767 Hackney, Anglie – 5. března 1829 Pitcairnův ostrov) byl britský námořník a účastník slavné vzpoury na HMAV Bounty. Spolu s dalšími vzbouřenci a Tahiťany v lednu 1790 spoluzaložil osadu na Pitcairnově ostrově. V roce 1793 přežil povstání tahitských mužů proti bělochům, v němž většina britských vzbouřenců zemřela.
Po smrti posledního společníka Neda Younga se John Adams přiklonil ke křesťanství, na jeho principech dále vedl kolonii. Pod Adamsovým vedením osada prosperovala, a to i po objevení existence kolonie Američany a posléze Brity, na které učinila takový dojem, že Britové Pitcairnův ostrov nadále podporovali; sám Adams již nebyl za vzpouru na Bounty postaven před soud a dostal královskou milost. V Adamsovi měla kolonie silného vůdce, jenž ji vedl až do své smrti roku 1829. Hlavní město Pitcairnových ostrovů bylo pojmenováno po něm – Adamstown – a jeho potomci dodnes nosí příjmení Adams.

## Původ a služba naBounty
John Adams pocházel z londýnské čtvrti Hackney. Jeho otec John Adams pracoval jako sluha u Daniela Bella Cola. Měl tři sourozence (bratra Jonathana a sestry Dinah Jemima a Rachel); po smrti otce, který se utopil v Temži, vyrostl se dvěma sourozenci v chudobinci, zatímco třetí se osamostatnil krátce po otcově smrti. Johnu Adamsovi bylo pouze 20, když se stal členem posádky HMAV Bounty a používal falešné jméno Alexander Smith, pravděpodobně kvůli problémům se zákonem. V dokumentech poručíka Williama Blighe, kapitána Bounty, má John Adams záznam:
ALEXANDER SMITH. 22 let, 5 stop a 5 palců vysoký, hnědé pleti, robustní postavy a hnědých vlasů s jizvami po neštovicích. Silně potetovaný, jizva na pravé noze.
Mezi posádkou John Adams ničím nevynikal a vysloužil si přezdívku „Reckless Jack“ (nedbalý Jack). Již týden po příjezdu na Tahiti byl Adams z rozkazu kapitána Blighe potrestán veřejným zmrskáním (12 ran bičem) před domorodci za to, že z jednoho člunu byl Tahiťany ukraden kormidelní čep, když měl Adams stráž. Johna Adamse zcela pohltil život na Tahiti a byl jedním z prvních námořníků, kteří se nechali dát tetovat, a časem navázal vztah se zdejší dívkou Teehuteatuaonou, známou také pod anglickou přezdívkou Jenny, kterou jí nejspíše dal sám Adams.

## Vzpoura

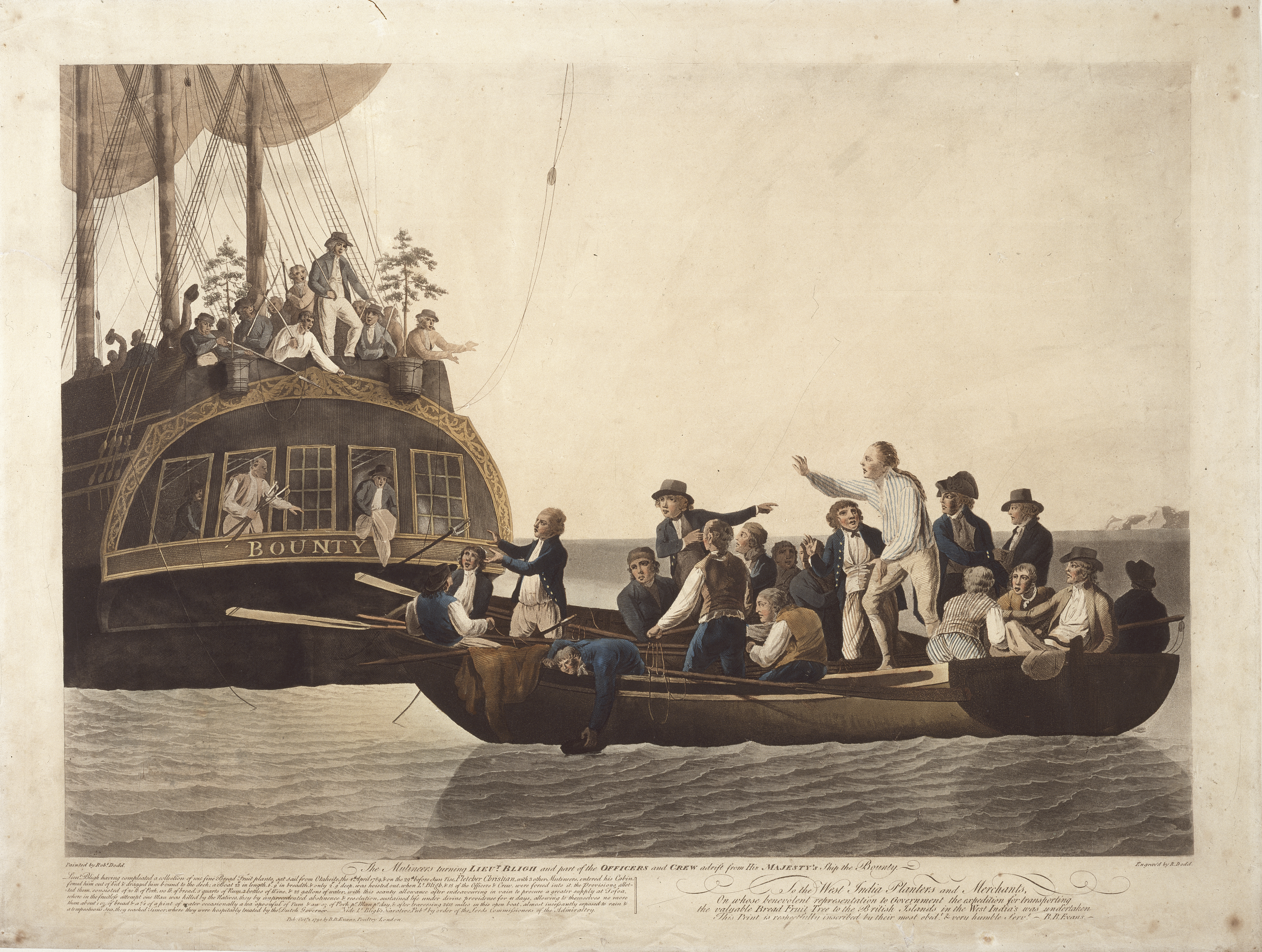
Vzbouřenci vysazují kapitána lodi a část posádky, ilustrace z roku 1790

John Adams se na vzpouře proti kapitánu Blighovi podílel od samého začátku, nicméně nepatřil k vůdcům vzpoury. S Fletcherem Christianem na puškaři Josiahu Colemanovi vyžadovali předání klíčů od zbrojnice a kapitán Bligh později při vyšetřování uvedl, že když byl vzbouřenci zatčen, ozbrojený John Adams (Alexander Smith) se toho účastnil. Když se Bounty pod Christianovým velením vrátila na Tahiti, vzbouřenci zde nabrali ženy i místní muže jako posádku, včetně Adamsovy přítelkyně Jenny. Vzbouřenci zamýšleli usadit se na nedalekém ostrově Tubuai, odkud je však po třech měsících místní domorodci vytlačili a vzbouřenci se museli vrátit na Tahiti. Část Britů se rozhodla na Tahiti zůstat, ačkoliv bylo jisté, že je britské námořnictvo najde a zatkne, zatímco Fletcher Christian, John Adams a dalších sedm námořníků, šest tahitských mužů a dvanáct žen se vypravilo na Pitcairnův ostrov. Na cestě na Pitcairn již měl John Adams novou ženu, Puaraiu.

## Život na Pitcairnu

### Počátky osady
Dne 15. ledna 1790 vzbouřenci dospěli k Pitcairnovu ostrovu a 23. ledna loď zapálili, aby kotvící plavidlo nepřilákalo pozornost. Na ostrově Adams navázal blízké přátelství s dalším vzbouřencem Nedem Youngem, s nímž bydlel v sousedství; sdíleli dokonce i své ženy, zvláště po smrti Adamsovy manželky Puarai. Ačkoliv se osadníkům dařilo uživit se farmařením, rostla nevraživost mezi tahitskými muži a Brity. Britové své tahitské společníky pokládali za sluhy a podle toho s nimi jednali; zvláště William McCoy a John Williams nakládali s Tahiťany jako s otroky, na druhou stranu Ned Young a John Adams se k nim chovali lépe. Roku 1790 zemřela Adamsova manželka Puarai a také Fahutu, manželka Johna Williamse; oba si poté přivlastnili ženy (Nancy a Tinafanaeu) dvou Tahiťanů, Tarara a Titahitiho, což vedlo k otevřené vzpouře tahitských mužů. V září 1793 Tahiťané povstali a pět Britů (mezi nimi i Fletchera Christiana) zabili a Johna Adamse postřelili. Tahiťané začali posléze bojovat mezi sebou a nakonec se je zbylým Britům a Tahiťankám podařilo přemoci a zlikvidovat.
Zůstali jen John Adams, Ned Young, Matthew Quintal a William McCoy a deset Tahiťanek s dětmi. Nespokojenost však začala klíčit i ze strany žen, které se pokusily o vzpouru a opuštění ostrova, konflikt se však podařilo urovnat. Když William McCoy roku 1797 objevil způsob výroby alkoholu, odstartovalo to na ostrově období alkoholismu a úpadku; McCoy se nakonec opilý utopil v moři a roku 1799 Ned Young a John Adams zabili sekerou Matthewa Quintala, když opilý hrozil osadníkům smrtí.

### Vůdcem osady

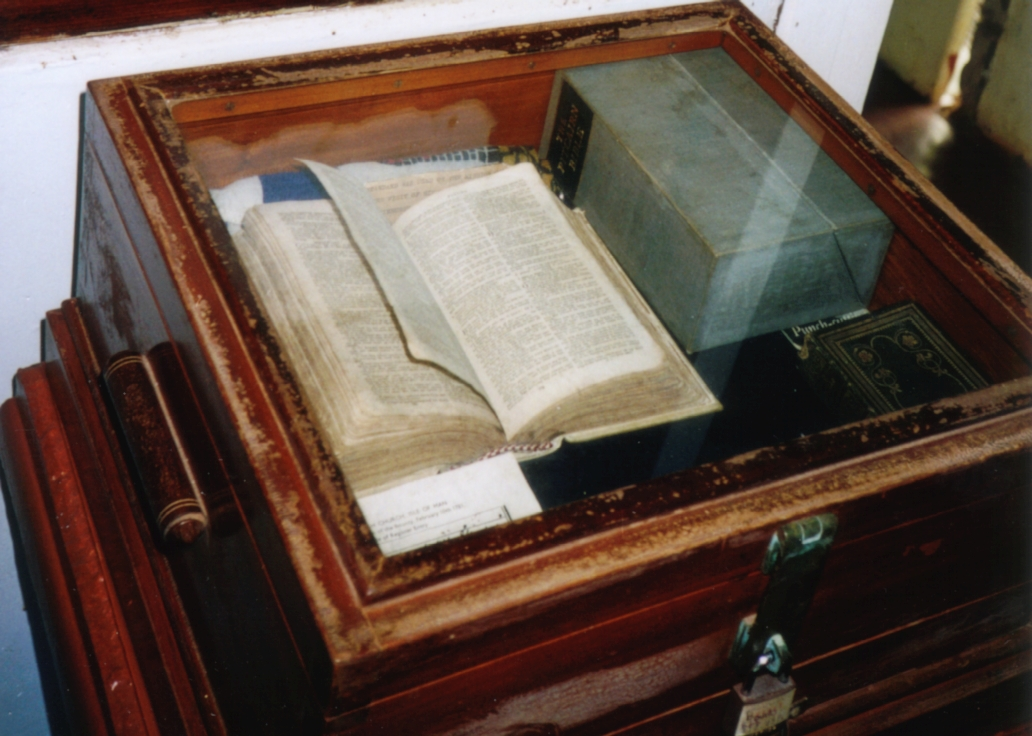
Bible z Bounty vystavená v kostele v Adamstownu (Pitcairnův ostrov)

Ned Young byl již nemocný, John Adams očekával jeho brzkou smrt, a tak se od Younga začal učit číst, k čemuž používali lodní Bibli, zachráněnou z Bounty, aby Adams mohl převzít vedení osady. Když Ned Young o Vánocích roku 1800 zemřel na astma, na ostrově zůstal Adams, 9 žen a 19 dětí.

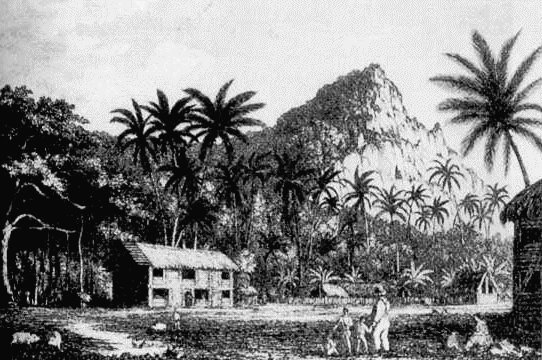
Adamsův dům na Pitcairnově ostrově

John Adams se poté přiklonil k náboženství, které považoval za cestu k nové, mírumilovné společnosti. Začal s pomocí Bible se vzděláváním žen a dětí i s organizací kolonie v křesťanském duchu, respektive duchu anglického puritánství. Když 6. února 1808 Pitcairnův ostrov znovuobjevila americká velrybářská loď Topaz, John Adams po dlouhých letech opustil svůj pseudonym Alexander Smith a představil se svým pravým jménem. Kapitán Mayhew Folger byl příběhem Pitcairňanů unesen, později podal zprávu Britům, kteří však o ostrov neprojevili zájem. Když Pitcairn navázal kontakt s vnějším světem, John Adams se obával, aby se ho Britové nepokusili za vzpouru na Bounty postavit před soud. Když roku 1814 na ostrově přistály dvě britské fregaty HMS Briton a HMS Tagus, Pitcairňané si mysleli, že Britové přišli Adamse zatknout a ženy začaly britské důstojníky prosit, aby Adamse neodváděli. Překvapení britští kapitánové, Sir Thomas Staines a Philip Pipon, však Johna Adamse ujistili, že zatčení už mu nehrozí. Hlášení kapitána Stainse z roku 1815 vyvolalo v Anglii velký rozruch, nikdo zde však netoužil přivést Johna Adamse před soud, aby se zodpovídal za účast na vzpouře na Bounty. John Adams nakonec roku 1825 obdržel královskou milost.
V té době byl již Pitcairn soběstačnou a vzkvétající kolonií. Britové byli ohromeni, že Pitcairňané, kteří nikdy neviděli nikoho z vnějšího světa, ovládali plynně angličtinu, uměli číst i psát, stejně jako měli silné znalosti v náboženství, ačkoliv jejich náboženské obřady byly jednodušší. Pitcairňané světili sobotu (sabat), kdy ustali ve vší práci a věnovali se Adamsovu kázání. John Adams rovněž na ostrově zakázal pití alkoholu, s výjimkou jeho užití jako léku. Ostrované nepoužívali peníze, provozovali mezi sebou směnný obchod, přičemž nic nepodhodnocovali ani nenadhodnocovali a byli zcela poctiví. Každá rodina měla svůj soukromý majetek, ale existoval i majetek společný. Jak muži, tak ženy se věnovali práci na poli; až když byl mladý muž schopen obhospodařovat tolik půdy, aby mohl uživit rodinu, mohl se oženit (nicméně se Pitcairňané obvykle neženili mladší 19 či 20 let).

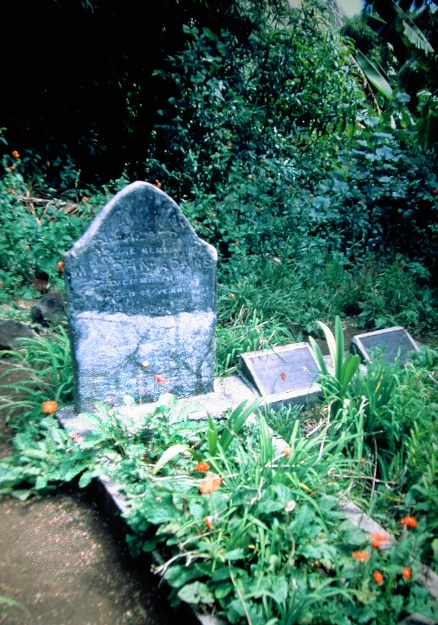
Hrob Johna Adamse

V roce 1817 ostrov navštívila americká loď a o dva roky později loď Britské Východoindické společnosti Hercules pod velením Jamese Hendersona. Kapitán Henderson Pitcairňanům předal náklad literatury, který jim posílala Londýnská misionářská společnost, ale také jim věnoval několik ovcí a dalšího zboží. Adamsovi doručil dopis od bratra, který žil v Londýně, z něhož se kromě jiného dozvěděl i o smrti jedné ze svých sester.
Roku 1823 se na ostrově usadili dva námořníci, John Buffet a John Evans. S nárůstem počtu návštěvníků začal mít stárnoucí John Adams obavy, aby lidé zvenčí nezničili jím vybudovanou ostrovní společnost. Požádal proto Velkou Británii, aby vyslala svého zástupce, který by převzal nad ostrovem správu. Ačkoliv byla tato žádost v Anglii známa, nikdo na ostrov vyslán nebyl. Pitcairňané se proto obrátili na americké misionáře ze Sandwichových ostrovů. Avšak ani Američané na ostrov nemohli nikoho poslat.
V roce 1825 na ostrov přijel britský výzkumník, kapitán Frederick William Beechey. Ten detailně popsal pitcairnskou kolonii a její obyvatele.
John Adams na ostrově soudil spory, oddával páry i sloužil protestantské bohoslužby. Během vzpoury na Bounty a později na Pitcairnu měl celkem pět žen: Jenny, Purai, Tinafanaeu, Vahineatua (vdova po Johnu Millsovi) a Teiu (předchozí žena Thomase McIntoshe a později Williama McCoye). S poslední ženou jej dokonce roku 1825 kapitán Beechey oficiálně oddal. Měl celkem tři děti: dvě dcery a syna George.
Adams požíval u Pitcairňanů velké úcty, představoval pro ně „otce“; jeho smrt 5. března 1829 představovala velkou ztrátu. Jeho manželka Teio jej přežila jen o devět dnů. Ze všech vzbouřenců z Bounty je známo pouze Adamsovo místo posledního odpočinku, ostatní jsou pohřbeni neznámo kde.

## Odraz v kultuře
Vzpoura na Bounty a následný osud vzbouřenců a obyvatel Pitcairnova ostrova vzbudil velký ohlas, který se promítnul i do literatury a později filmu. John Adams se tak objevuje v krátkém příběhu Vzbouřenci na lodi Bounty od Julese Verna, či historickém románu Marka Twaina The Great Revolution in Pitcairn. Pod upraveným jménem Adam Purcell se stal hlavním hrdinou románu Ostrov, který napsal inspirován osudy vzbouřenců francouzský spisovatel Robert Merle.
Ve 20. století s rozvojem filmu se vzpoura na Bounty objevuje i ve filmovém zpracování, např. oscarový snímek Mutiny on the Bounty (Vzpoura na Bounty) z roku 1935 (v roli Alexandra Smithe se objevil Herbert Mundin), Mutiny on the Bounty z roku 1962 (Hugh Griffith v roli Alexandra Smithe; po dokončení natáčení tohoto filmu byla filmová kopie lodi zrestaurována a nyní slouží jako výcviková loď), či Bounty z roku 1984 (s Philipem Martinem Brownem jako Johnem Adamsem).